# 검은머리올빼미원숭이
검은머리올빼미원숭이(Aotus nigriceps)는 남아메리카에 사는 올빼미원숭이의 일종이다. 볼리비아와 브라질, 콜롬비아 그리고 페루에서 발견된다. 페루의 검은머리올빼미원숭이는 특히 훼손된 지역에 서식했으며, 이러한 지역은 인간 활동이나 생태계의 자연적 현상으로 인해 종종 교란되었다. 검은머리올빼미원숭이는 작은 다람쥐와 크기가 비슷하며 털에 가려진 작은 귀를 가지고 있다. 성체가 되면 약 750g이고 보통 생후 약 14개월이다. 검은머리올빼미원숭이는 이마에서 만나는 세 개의 검은 줄무늬가 있다. 눈과 뺨, 입 아래에 흰색 반점이 있다. 눈이 매우 크고 갈색이다.

## 번식
새로 태어난 새끼의 몸무게는 보통 90~150g이다. 수컷은 생후 2년, 암컷은 생후 3~4년경에 성적으로 성숙해진다. 8월부터 2월 사이에 낳고 암컷은 매년 새끼를 한 마리만 낳는다. 수컷은 새끼의 주된 양육자이다. 암컷은 새끼가 태어난 지 약 2주 후부터 발이나 꼬리를 물기 시작하여 새끼가 수컷과 함께 이동하고, 약 8주 후에는 새끼를 떠나기 시작한다.

## 습성
검은머리올빼미원숭이는 작은 가족 단위로 생활한다. 수컷은 다른 수컷을, 암컷은 다른 암컷을 공격한다. 이러한 공격은 5분에서 30분 동안 지속될 수 있다. 이들이 공격하는 이유는 영역 확보이다. 공격에서 이긴 쪽은 영역과 진 쪽의 새끼를 모두 차지하게 된다.

## 먹이
검은머리올빼미원숭이는 과실을 먹는 동물로 간주된다. 주로 잎과 꽃, 나방, 딱정벌레, 거미를 먹는다.

## 이름
브라질 혼도니아주 콰자어에서는 아우시시티(ausisiti)라고 불리며 페루 샤위어에서는 누누(nu’nu')라고 불린다.

## 기생충
검은머리올빼미원숭이는 말라리아원충 플라스모디움 브라실리아눔(Plasmodium brasilianum)에 감염된다. 플라스모디움 브라실리아눔은 아라우조 등(2013년)이 검은머리올빼미원숭이에서 처음 발견했다.